# 庄子酒
庄子酒是安徽蒙城出产的一种白酒，源于1958年当局在德聚、永昌源、和合源、信昌祥、振昌等1909年前后成立的八家糟坊的基础上建立的国营蒙县酒厂，后数度易名。庄子酒乃以五粮为原料，以传统的老五甄手工酿造工艺经双轮发酵，精细蒸馏，酒海陈储等工序酿成。现产品包漆园春和庄周醉两个系列兼香型（芝麻香型）白酒，和庄子系列浓香型白酒与浓芝兼香型白酒，主要市场为安徽本省及邻省江苏。